# 基思·凱洛格
小約瑟夫·基思·凱洛格（英語：Joseph Keith Kellogg Jr.，1944年5月12日—），美國退役軍人，曾任美國副總統國家安全顧問、美國總統國家安全顧問（代理）、美國國家安全會議執行秘書。2017年前國家安全顧問迈克尔·T·弗林辭職後，基思·凱洛格代理國家安全顧問職務7天。2024年11月27日，美國當選總統當勞·特朗普宣布將提名凱洛格擔任烏克蘭和俄羅斯特使。